# Alpaida veniliae
Alpaida veniliae är en spindelart som först beskrevs av Eugen von Keyserling 1865.  Alpaida veniliae ingår i släktet Alpaida och familjen hjulspindlar. Inga underarter finns listade i Catalogue of Life.